# SS Lurline (1932)
El SS Lurline fue un trasatlántico estadounidense diseñado por el afamado constructor 
William Francis Gibbs de la Gibbs & Cox, que operó en la ruta Sídney-Honolulu para la Matson Lines y posteriormente para la Chandris Line como RHMS Ellinis hasta 1987 en diferentes rutas.  
El SS Lurline tuvo tres cuasi-gemelos: el SS Mariposa, el SS Monterey y el SS Matsonia.

## Historia
Su nombre original Lurline se debió a una tradición de William Matson en llamar 'Lurline' a varios navíos de su propiedad en honor del nombre del yate donde conoció a su esposa Lillie Low en 1870. Su hija se llamó Benerice Lurline Matson quien se casó con quien sería el presidente de la compañía Matson, William P. Roth en 1914.
En ese año, la Matson Lines entró a servir las rutas de Honolulu-Sidney-San Francisco. 
La característica de los buques de la Matson Lines era su superestructura pintada de blanco albo y sus chimeneas en amarillo ocre con la letra M al centro.
En 1932, la Matson Lines encargó a la afamada firma Gibbs & Cox la arquitectura de un trasatlántico mediano que sería construido en Quincy, por la Bethlehem Shipbuilding Corporation y bautizado el 12 de julio de 1932 como SS Lurline. 
El SS Lurline tuvo su viaje inaugural el 12 de enero de 1933, desde Nueva York atravesando el Canal de Panamá en pos del puerto de San Francisco para enrutar a Sídney, que sería su base de operaciones en la ruta de los Mares del Sur.
En diciembre de 1941, el SS Lurline estaba en ruta a San Francisco viniendo desde Honolulu, el 7 de diciembre de 1941, cuando su potente radioemisora captó señales en baja frecuencia en idioma japonés. Sin saberlo, el SS Lurline había descubierto un fallo de la seguridad de la flota combinada japonesa que estaba en ruta para efectuar el ataque a Pearl Harbor en las islas Hawái. Al llegar a toda máquina a San Francisco, se informó de las señales captadas al Alto Mando de la Marina pero ya era demasiado tarde.
El SS Lurline fue requisado por la US Navy y transformado en transporte de tropas volvió a las Hawái en convoy con sus barcos hermanos SS Monterey y SS Mariposa transportando material de guerra y soldados.  El resto de la guerra lo pasó transportando soldados a Australia.
Terminada la guerra, el SS Lurline fue remozado en 1946 en los astilleros navales de Bethlehem Shipyard en Alameda, California a un alto costo de US$ 20.000.000 pagados por el gobierno para dejarlo en condiciones operativas originales. El remozamiento duró casi dos años y en 1948, volvió a la Matson Lines para operar en la ruta Sidney-Honolulu. Cuando arribó a Honolulu en abril de 1948, el gobernador de la isla decretó ese día como el "día festivo de Lurline"
En 1962, el SS Lurline con 30 años de servicio vio menguada su rentabilidad debido a la aparición de aviones de pasajeros a reacción  en la misma ruta, lo que hizo que decayera su flujo de caja, por lo que empezó a realizar servicios ocasionales, hasta que las costosas averías en máquinas lo terminaron destinando a un inminente desguace en 1963.
La Chandris Line lo adquirió en septiembre de 1963, en el estado en que se encontraba, fue rebautizado como RHMS Ellinis, fue reparado y remozado a los estándares de la línea adquirente.  
Bajo la Chandris Line, el RHMS Ellinis cambió a nuevas chimeneas pintadas de azul con una gran X al medio, y se modificaron algunos detalles exteriores para darle una apariencia moderna. El 30 de diciembre de 1963 hizo su "primer viaje inaugural" partiendo de El Pireo a Sídney. Luego cubrió la ruta Southampton-Sidney a través del Canal de Panamá.
En abril de 1974, estando en ruta hacia Japón sufrió una avería grave en sus motores y tuvo que retornar a Europa, arribando a Róterdam, Holanda, para reparaciones. La reparación era muy onerosa comparada con el valor del navío y estaba condenado al desarme; pero afortunadamente, el Ex-SS Mariposa estaba para desguace en Taiwán y la Chandris adquirió los motores que permitieron al RHMS Ellinis volver al servicio.

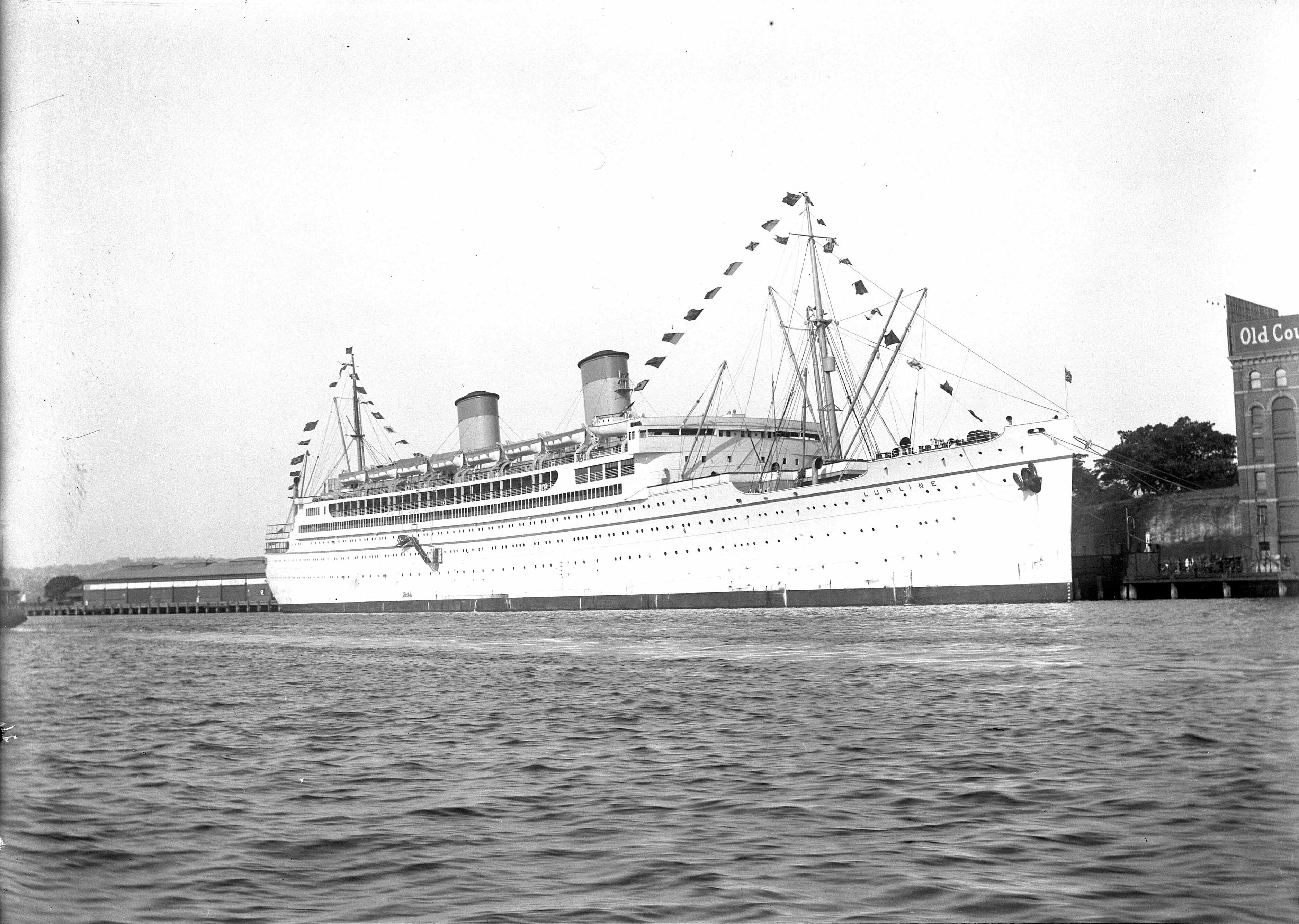
El SS Lurline en Sídney (1933)

En octubre de 1981, el RHMS Ellinis fue sacado del servicio y permaneció fondeado por 5 años en 
El Pireo a la espera de un nuevo servicio, cosa que no sucedió ya que, con sus 50 años de servicio, era ya obsoleto y se pensó en convertirlo en hotel a flote, pero la idea no prosperó, finalmente fue desguazado y vendido a Taiwán, arribando a remolque en un sufrido viaje a Kaohsiung el 15 de abril de 1987. 
Fue desarmado en junio de ese año poniendo fin a sus 55 años de existencia.